# Иновлудз (гмина)
Иновлудз (пол. Inowłódz) — сельская гмина (волость) в Польше, входит как административная единица в Томашувский повет, Лодзинское воеводство. Население — 3870 человек (на 2004 год).

## Сельские округа
1. Бжустув
2. Домброва
3. Иновлудз
4. Коневка
5. Крулёва-Воля
6. Личёнжна
7. Посвентне
8. Спала
9. Закосцеле
10. Жондловице
11. Теофилюв

## Соседние гмины
1. Гмина Черневице
2. Гмина Любохня
3. Гмина Опочно
4. Гмина Посвентне
5. Гмина Жечица
6. Гмина Славно
7. Гмина Томашув-Мазовецки